# Neriene kartala
Neriene kartala là một loài nhện trong họ Linyphiidae.
Loài này thuộc chi Neriene. Neriene kartala được Rudy Jocqué miêu tả năm 1985.